# Eulentobelbach
Der Eulentobelbach ist ein etwas mehr als 3 Kilometer langes Fließgewässer in Bildstein und Wolfurt im österreichischen Bundesland Vorarlberg. Er ist ein linker Zufluss des Ippachbachs und einer der größeren Bäche an der Westflanke des zu den Lorenabergen gehörenden Schneiderkopfs und kann bei extremem Starkregen zu Überflutungen in Wolfurt führen.

## Geographie

### Verlauf
Die Quelle des Eulentobelbachs liegt auf einer Höhe von 694 m ü. A. in einem südlichen Ausläufer des Ippachwaldes im Bildsteiner Ortsteil Bereuter. 
Bei Gewässerkilometer 3,03 quert eine Straßenbrücke den noch kleinen Bach. Bereits hier bildet der Bach eine deutliche Vertiefung. Bei Gewässerkilometer 2,97 kommt von rechts ein namenloser Zufluss mit der Gewässer-Nummer 8115030402. Ab hier bildet der Bach bis Gewässerkilometer 1,5 eine tiefe Waldschlucht, das namensgebende Eulentobel. Nur an einer Stelle bei Gewässerkilometer 2,12 ist das Tobel überquerbar, der Wolfurter Höhenweg quert hier den Bach mit einer Brücke, die immer wieder einmal vom Hochwasser beschädigt wird. Ab Gewässerkilometer 1,45 ist der Bach verrohrt. Bei Gewässerkilometer 1,03 mündet der ebenfalls verrohrte Bannholzbach von links in den Eulentobelbach. Ab hier, knapp unterhalb der Landesstraße L3 wurde der Bach renaturiert. Bei Gewässerkilometer 0,75 quert eine neu errichtete Fahrrad- und Fußgängerbrücke den Bach, weitere Brücken sind bei Gewässerkilometer 0,67, bei 0,6 und bei 0,47. Hier ist das Zentrum des Ortsteils Flotzbach. Von Gewässerkilometer 0,47 bis 0,35 durchfließt der Bach das Gebiet der Obst- und Gartenkultur Wolfurt. Danach fließt der Bach durch das Wolfurter Ried. Kurz vor der Mündung in den Ippachbach sind links zwei Fischteiche.
Westlich des  Wolfurter Ortsteils Flotzbach mündet der Eulentobelbach schließlich aus dem Osten kommend auf einer Höhe von 407 m ü. A. von links in den aus dem Ostnordosten heranziehenden Ippachbach.
Der etwa 3,15 km lange Lauf des Eulentobelbachs endet ungefähr 287 Höhenmeter unterhalb seiner Quelle, er hat somit ein mittleres Sohlgefälle von circa 91 ‰.

### Zuflüsse
- Bannholzbach (links), 1,7 km

## Hochwasser
Am 19. August 2022 kam es zu einem Starkregenereignis im Vorarlberger Rheintal mit 140 – 200 Litern Regen pro Quadratmeter. In Wolfurt verursachten der Ippachbach, der Eulentobelbach und der Rickenbach Überschwemmungen. Das Eulentobel ist eine rote Gefahrenzone wegen der hohen Rutschgefahr. Nach dem Tobel ist fast das gesamt Gebiet bis zur Mündung in der gelben Gefahrenzone wegen Hochwassergefahren. Die Wildbach- und Lawinenverbauung (im oberen Bereich) und die Bundeswasserbauverwaltung (im unteren Bereich) sind zuständig für den Hochwasserschutz und erweitern ständig in Zusammenarbeit mit Gemeinde und Land die Schutzmaßnahmen. Detaillierte Maßnahmen können im Hochwasserrisikomanagementplan 2015 für das Risikogebiet Nr. 8003 Bäche Wolfurt, Schwarzach, Dornbirn nachgelesen werden.

## Naturschutz
Das Eulentobel ist Teil des Wolfurter Biotops Burgstobel – Rickenbachtobel (Biotop Nr. 24014) und Teil des Bildsteiner Biotops Bachschluchten (Burgstobel, Eulentobel, Rickenbachtobel) (Biotop Nr. 20506). Das Tobel ist stark strukturiert und hochdynamisch durch stark unterschiedliche Wassermengen und Hangrutschungen. Die Holzbringung ist extrem erschwert. Daher ist das Tobel geprägt von Totholz, umgestürzten, schräg stehenden, abgebrochenen und über dem Bach liegenden Bäumen. Hier gibt es sehr viel Wild und die gefährdeten Pflanzenarten Frauenschuh (Cypripedium calceolus) und die Kurzähren-Segge (Carex brachystachys). Weitere gefährdete Pflanzen sind die Traubeneiche (Quercus petraea), das Stechlaub (Ilex aquifolium), die Ausdauernde Mondviole (Lunaria rediviva) und die Eibe (Taxus baccata). Das Eulentobel ist ein wichtiges Ruhegebiet für das Wild. Der relativ natürliche Wald mit viel Totholz ist ein wertvoller Lebensraum für Spechte, Eulen und andere Vögel. Hier lebt auch eine artenreiche Kleintierfauna.